# عمر رمضان (أديب ليبي)
عمر رمضان (1953م -)، أديب وكاتب وشاعر ليبي.

## حياته

### النشأة والتعليم
ولد عمر رمضان عمر اغنية في مدينة بنى وليد عام 1953م، في عام 1959م وهو في عمر 6 أعوام إنتقلت عائلته إلى مدينة سرت، والتى تتلمذ فيها على يد الفقيه الغناي عمار أغنية - عم والده - فحفظ القرآن الكريم في مدرسة أبوالرويم القرآنية.
تخرج من معهد القراءات القرآنية المتوسط في مدينة البيضاء عام 1976م، آم المصلين في الجُمع والأعياد.

### مسيرته المهنية
في عام 1978م شغل منصب أمين اللجنة الشعبية للعدل ببلدية سرت، ألتحق بالإذاعة الليبية كامتعاون عام 1980م، وقدم عديد البرامج والمسلسلات أشهرها المسلسل الإذاعي على هامش التاريخ الذي عرض عام 1982م، والذي استمر قرابة 30 عاماً حتى توقف عام 2011م.
فى عام 1985م أختار أمينا للإعلام والثقافة ببلدية سرت، وبعد ذلك كلف مديرا عاماً للبرامج بالهيئة العامة لإذاعات الجماهيرية العظمى، وفي عام 1995م أسس وترأس مكتب الإنتاج المرئي ببلدية سرت ، وفي نفس العام أسس إذاعة سرت المحلية وكلف مديرا لها، كما أسس في سرت أيضا فرعا لشركة إستقبال وإعادة البث المرئي (شاع).

## من اعماله

### الشعر الغنائي
- «غير كلام» ألحان صبحى عبيد، وغناء ذكرى محمد.
- «من زمان» ألحان صبحى عبيد، وغناء ذكرى محمد.
- «المكتوب» ألحان صبحى عبيد، وغناء ذكرى محمد.
- «عطشان للحنية» ألحان وغناء عبد مجيد حقيق.
- «كانك تحب بلادك» ألحان محمد حسن، غناء محمد حسن وحسن كازوز.

### الرواية
- أشباح الحرف
- نقارش
- الليل والمزمار
- نزف منفرد
- بقايا سؤال
- لسان البحر
- زهرة الياس
- أم السرايا
- هروب
- أطلال[ا]

### الإذاعة المسموعة
- على هامش التاريخ (مسلسل)[ب]
- من ذاكرة الزمن (مسلسل)
- في الصميم (برنامج)
- طبلنا طبل صلاح (برنامج)

### الأعمال التلفزية
- من أجل الإيمان - (برنامج) 1980م[ج]
- الله يمسيكم بالخير - (منوعة رمضانية) 1985م
- الباهي  باهي - (منوعة رمضانية) 1994م
- على هامش التاريخ (سلسلة مقالات الحرمذاني) - (مسلسل) 2001م[د]
- من أوراق الوراق - (مسلسل) 2004م[ه]

كما أعد المادة الأدبية لعديد البرامج الثقافية في مجال الغناء الشعبي الليبي وهى برنامج رفاقه عمر الثقافية "النجع"، وبرنامج المزن، وبرنامج المرحول.

## الجوائز والتكريم
- جائزة الدولة التشجيعية - ليبيا 2009م
- جائزة السيلفيوم في نسختها الأولى، من تنظيم مجموعة قنوات ليبيا الجديدة - ليبيا 2023م.
- تكريم من مركز المتكأ للدراسات الاستراتجية والمستقبلية - ليبيا 2023م.[4]

## هوامش
1. ↑  إطلال رواية صدرت عام 2023م، عن دار جابر للنشر والتوزيع، وهي باكورة روايته المطبوعة، أما باقى الرويات فهى مازالت مخطوطات، وإذ كان بعضها قد نشرها عبر صفحته الشخصية على الفيسبوك.
2. ↑  على هامش التاريخ مسلسل إذاعي عرض يومياً طوال شهر رمضان على إذاعة الجماهيرية المسموعة مند عام 1980م وحتى عام 2011م لمدة 30 عاماً، وهو من إخراج عياد الزليطني.
3. ↑  من أجل الإيمان برنامج تلفزي ديني هدفه رفع الوعي الديني للمشاهد وتنقية الدين من الخرافات التى ألتصقت به من إسرائليات وغيرها، من تقديم عبد الله عبد السلام ، وإخراج بالقاسم القط.
4. ↑  ع'لى هامش التاريخ ( جزء مقامات الحرمذاني) مسلسل درامى ليبي من تأليفه وإخراج عبد السلام رزق، بطولة جيانا عيد ولطفى بن موسى وعبد الله الريشي وعياد الزليطني وعيسى عبد الحفيظ وشعبان القبلاوي محمد الشوبكي وآمال سعد الدين ونبال الجزائري. بث لأول مرة خلال شهر رمضان عام 2001م.
5. ↑  من أورق الوراق مسلسل درامي ليبي من تأليفه وإخراج عبد السلام رزق، بطولة عمران المدنيني ومحمد بن يوسف وعياد الزليطني، وشعبان القبلاوي ونادرة عمران، وصفاء رقماني. بث لأول مرة خلال شهر رمضان عام 2004م.